# 애니콜 HSUPA 스마트폰
애니콜 HSUPA 스마트폰(Anycall HSUPA Smartphone)은 삼성전자에서 2008년 4월 7일에 출시한 스마트폰이다.